# 分分鐘需要你
《分分鐘需要你》是香港歌手林子祥的歌曲，收錄於1980年的專輯《摩登土佬》，由林子祥作曲、鄭國江填詞、陳斐立編曲。

## 背景
林子祥在美國時為追求女生創作了一首叫《Without The Two Of Us》的歌，回港發展時聽從時任女友吳正元（後為妻子，現已離婚）的建議灌錄了粵語版本。
鄭國江一邊參照原詞適當地改動，如把"I could be flying a plane"一句改為「願我會揸火箭」；一邊加入新猷，如採用林子祥的口頭禪「好得戚」、上一輩喜掛在嘴邊的「鹹魚青（白）菜」等，在一間茶餐廳把歌詞寫成。他亦表示這是少有反映個人愛情經歷的詞作。
林子祥和唱片公司對成品都感到滿意，但鄭國江的詞友黃霑初聽時認為末段是贅筆，後來聽久了卻覺得「四段起承轉合剛剛好」。

## 回響和評價
林子祥的唱腔獲形容為「溫柔」，是後來重唱時所無法重現的。
「鹹魚白菜也好好味」一句因洋溢生活氣息尤獲稱賞。詞評人朱耀偉認為「廣東話與情歌借鄭國江的童真在《分分鐘需要你》配合得天衣無縫」。
《分分鐘需要你》流行成績彪柄，成為中文歌曲龍虎榜周冠軍歌和第三屆十大中文金曲頒獎禮的十大中文金曲；亦被視為香港樂壇非電視主題曲開始興起的其中一例，以及令林子祥升為一線歌手之作。歌曲傳唱不衰，成為香港人熱門的婚禮使用曲；翻唱版本眾多，多名歌手亦表達過對這首歌的喜愛，如糖妹、胡琳、官恩娜。1997年，香港電台舉辦金曲廿載、十大最愛選舉，此曲入選其中。

## 軼事及翻唱
- 1980年獲無綫󠄂電視的音樂特輯《甄妮之夏日戀情》引為插曲[15]。

- 屢獲香港電影和電視劇引用，如《聽不到的說話》（主題曲及以手語形式演繹的插曲）[16]、《溏心風暴之家好月圓》（以手語形式演繹的插曲）[17]、《BB來了》、《十月初五的月光》[18]、《十八年後的終極告白》（由楊秀惠以手語形式演繹的插曲，並由戴祖儀從新再分Happy Version和Sad Version兩種版本演唱）[19]等。

- 黃霑曾於1998年度的無綫󠄂電視節目《博愛歡樂傳萬家》的棟篤笑環節中說自己、顧嘉煇和林子祥都有化用他人旋律的例子，如此曲之於《Cherry Pink (and Apple Blossom White)（英语：Cherry Pink (and Apple Blossom White)）》[20]。
- 张国荣未成名时在电视剧小小心愿中曾经翻唱。
- 林忆莲，莫文蔚曾翻录这首歌。
- 郑中基于电影百星酒店婚礼桥段中翻唱。
- 梅艳芳和伦永亮1995年演唱会中翻唱。
- 马来西亚歌手张智成把分分钟需要你的副歌接入自己和林子祥创作的歌曲《快乐》中，收录于专辑《快乐》中。
- 古巨基于剧好听的歌中翻唱。
- 内地歌手杨钰莹，周笔畅及杨丞琳于乘風破浪的姐姐 (第二季)中翻唱。
- 内地歌手毛不易及单依纯于2021年声生不息港乐季中翻唱。
- 内地歌手林依轮于2022年网上翻唱纪念自己结婚27周年。
- 内地乐队回春丹于2023年10月28日南京江豚音乐节翻唱。
- 内地歌手李宇春于2024年3月9日广州演唱会中翻唱。
- 內地歌手檀健次于2024年10月5日南京演唱会中翻唱。

## 外部連結
- 理工大學《鄭國江詞作手稿特藏》的手稿。（页面存档备份，存于）

## 註腳
1. ↑  一作《Without the 2 Of Us》，後收錄於林子祥1990年的英語專輯《Lessons》中